# Pigo-in
Pigo-in (피고인?, lett. "Imputato"; titolo internazionale Innocent Defendant) è una serie televisiva sudcoreana trasmessa su SBS dal 23 gennaio al 21 marzo 2017.

## Trama
Park Jung-woo è un procuratore dell'ufficio del procuratore del distretto centrale di Seul. Un giorno, si sveglia e si ritrova condannato alla pena di morte. Soffrendo di amnesia temporanea, Jung-woo non ha idea di cosa sia successo e si sforza di recuperare la memoria per riabilitare il suo nome.

## Personaggi
- Park Jung-woo, interpretato da Ji Sung
- Cha Sun-ho, interpretato da Um Ki-joon e Han Ki-won (da piccolo)
- Cha Min-ho, interpretato da Um Ki-joon e Han Ki-woong (da piccolo)
- Seo Eun-hye, interpretata da Kwon Yu-ri
- Kang Jun-hyuk, interpretato da Oh Chang-seok
- Na Yeon-hee, interpretata da Uhm Hyun-kyung

## Accoglienza
La serie fu un successo commerciale con oltre il 25% di share, figurando prima nelle classifiche dei programmi più popolari. Fu lodata per la narrazione incentrata sulla trama, le performance recitative degli attori principali Ji Sung e Uhm Ki-joon e la sua abilità di catturare il pubblico. Il Korea Times la definì "un segnale di avvertimento alle figure diaboliche e potenti del mondo reale", e la Yonhap News Agency lodò il personaggio di Ji per aver "dato un volto umano riconoscibile ad un racconto che è spesso inquietantemente triste e cupo". Tuttavia, si attirò anche delle critiche per la trama irrealistica e la tendenza a ripetere lo stesso schema di colpi di scena per mantenere viva l'attenzione dello spettatore.

### Ascolti
| Episodio | Data di trasmissione | Dati TNMS           | Dati TNMS                  | Dati AGB            | Dati AGB                   |
| Episodio | Data di trasmissione | A livello nazionale | Area metropolitana di Seul | A livello nazionale | Area metropolitana di Seul |
| -------- | -------------------- | ------------------- | -------------------------- | ------------------- | -------------------------- |
| 1        | 23 gennaio 2017      | 11,9%               | 13,9%                      | 14,5%               | 16,3%                      |
| 2        | 24 gennaio 2017      | 12,9%               | 15,1%                      | 14,9%               | 16,1%                      |
| 3        | 30 gennaio 2017      | 12,8%               | 15,1%                      | 17,3%               | 18,2%                      |
| 4        | 31 gennaio 2017      | 14,8%               | 17,8%                      | 18,7%               | 20,8%                      |
| 5        | 6 febbraio 2017      | 14,2%               | 16,3%                      | 18,6%               | 19,6%                      |
| 6        | 7 febbraio 2017      | 15,3%               | 18,5%                      | 18,6%               | 19,6%                      |
| 7        | 13 febbraio 2017     | 15,8%               | 18,9%                      | 20,9%               | 22,4%                      |
| 8        | 14 febbraio 2017     | 16,6%               | 20,2%                      | 22,2%               | 23,8%                      |
| 9        | 20 febbraio 2017     | 15,9%               | 20,0%                      | 21,4%               | 23,1%                      |
| 10       | 21 febbraio 2017     | 16,8%               | 20,4%                      | 22,2%               | 23,4%                      |
| 11       | 27 febbraio 2017     | 19,8%               | 22,7%                      | 23,3%               | 24,6%                      |
| 12       | 28 febbraio 2017     | 19,0%               | 22,1%                      | 22,9%               | 23,9%                      |
| 13       | 6 marzo 2017         | 18,8%               | 22,2%                      | 23,7%               | 25,4%                      |
| 14       | 7 marzo 2017         | 20,1%               | 24,3%                      | 24,9%               | 26,1%                      |
| 15       | 13 marzo 2017        | 20,3%               | 23,5%                      | 25,6%               | 27,1%                      |
| 16       | 14 marzo 2017        | 21,3%               | 24,6%                      | 25,4%               | 27,1%                      |
| 17       | 20 marzo 2017        | 24,8%               | 29,0%                      | 27,0%               | 28,8%                      |
| 18       | 21 marzo 2017        | 26,6%               | 30,3%                      | 28,3%               | 29,7%                      |
| Media    | Media                | 17,65%              | 20,83%                     | 21,69%              | 23,11%                     |

## Colonna sonora
1. Dreaming Now – Son Dong-woon (Highlight)
2. Until the End (끝까지) – San E
3. Winter Tree (바람이 차갑네요) – Suran
4. Trauma (아픈 그림자) – Raun

## Riconoscimenti
| Anno | Premio             | Categoria                                             | Ricevente                    | Risultato       | Note         |
| ---- | ------------------ | ----------------------------------------------------- | ---------------------------- | --------------- | ------------ |
| 2017 | Korea Drama Awards | Best Original Soundtrack                              | Son Dong-woon (Dreaming Now) | Candidato/a     | [ 6 ]        |
| 2017 | The Seoul Awards   | Best Drama                                            | Pigo-in                      | Candidato/a     | [ 7 ] [ 8 ]  |
| 2017 | The Seoul Awards   | Best Actor                                            | Ji Sung                      | Vincitore/trice | [ 7 ] [ 8 ]  |
| 2017 | The Seoul Awards   | Best Supporting Actress                               | Seo Jeong-yeon               | Candidato/a     | [ 7 ] [ 8 ]  |
| 2017 | The Seoul Awards   | Best New Actor                                        | Kim Min-seok                 | Vincitore/trice | [ 7 ] [ 8 ]  |
| 2017 | SBS Drama Awards   | Grand Prize (Daesang)                                 | Ji Sung                      | Vincitore/trice | [ 9 ] [ 10 ] |
| 2017 | SBS Drama Awards   | Drama of the Year                                     | Pigo-in                      | Vincitore/trice | [ 9 ] [ 10 ] |
| 2017 | SBS Drama Awards   | Character of the Year                                 | Um Ki-joon                   | Vincitore/trice | [ 9 ] [ 10 ] |
| 2017 | SBS Drama Awards   | Top Excellence Award, Actor in a Monday–Tuesday Drama | Ji Sung                      | Candidato/a     | [ 9 ] [ 10 ] |
| 2017 | SBS Drama Awards   | Top Excellence Award, Actor in a Monday–Tuesday Drama | Um Ki-joon                   | Candidato/a     | [ 9 ] [ 10 ] |
| 2017 | SBS Drama Awards   | Excellence Award, Actor in a Monday–Tuesday Drama     | Kim Min-seok                 | Candidato/a     | [ 9 ] [ 10 ] |
| 2017 | SBS Drama Awards   | Excellence Award, Actress in a Monday–Tuesday Drama   | Kwon Yu-ri                   | Candidato/a     | [ 9 ] [ 10 ] |
| 2017 | SBS Drama Awards   | Best Supporting Actor                                 | Jo Jae-yoon                  | Candidato/a     | [ 9 ] [ 10 ] |
| 2017 | SBS Drama Awards   | Best Supporting Actor                                 | Oh Dae-hwan                  | Candidato/a     | [ 9 ] [ 10 ] |
| 2017 | SBS Drama Awards   | Youth Acting Award                                    | Shin Rin-ah                  | Candidato/a     | [ 9 ] [ 10 ] |